# Poyon no Dungeon Room 2
Poyon no Dungeon Room 2 (ポヨンのダンジョンルーム 2?) es un videojuego de rol desarrollado por Birthday y publicado por Hudson Soft para Game Boy Color en junio de 2000 en Japón. Es la secuela de Poyon no Dungeon Room, un spin-off de la saga Kaijū Monogatari.
- Datos: Q16621249